# Donata
Donata  è un nome proprio di persona italiano femminile.

## Varianti
- Femminili: Donatella[1][2], Donatilla[1], Donatina[1], Donella[3]
- Maschili: Donato[1][2]

### Varianti in altre lingue
- Lituano: Donata[2]
- Polacco: Donata[2]

## Origine e diffusione
È la forma femminile di Donato, che deriva dal tardo nome latino Donatus e significa letteralmente "donato", "regalato" (in ambienti cristiani tradizionalmente inteso come "donata da Dio"). 
Il nome gode di buona diffusione in tutta Italia, ed è particolarmente compatto in Puglia; ancora maggior fortuna ha il diminutivo Donatella che, negli anni 1970, superava in occorrenze la forma base per 23.000 contro 15.000. In Inghilterra il nome era usato durante il Medioevo, spesso in forme vernacolari quali Donnet e Donat; a partire dal XVII secolo sono attestate anche le varianti Donetta, Donette, Dunnett e Donity.

## Onomastico
L'onomastico si può festeggiare in memoria di più sante, alle date seguenti:
- 3 marzo, sante Donata e Donata, martiri in Africa[5]
- 1º giugno, santa Donata, martire a Tessalonica[5]
- 7 giugno, santa Donata, martire in Africa[5]
- 17 luglio, santa Donata, martire con altri compagni a Scilio sotto Marco Aurelio[5]
- 18 luglio, santa Donata, martire a Durostorum[5]
- 30 luglio, santa Donatilla, martire a Tebourba in Tunisia con le sante Massima e Seconda[6].
- 31 dicembre, santa Donata, martire a Roma assieme ad altre compagne, sepolta nelle catacombe della via Salaria[5][7]

## Persone
- Donata Badoer, nobildonna italiana

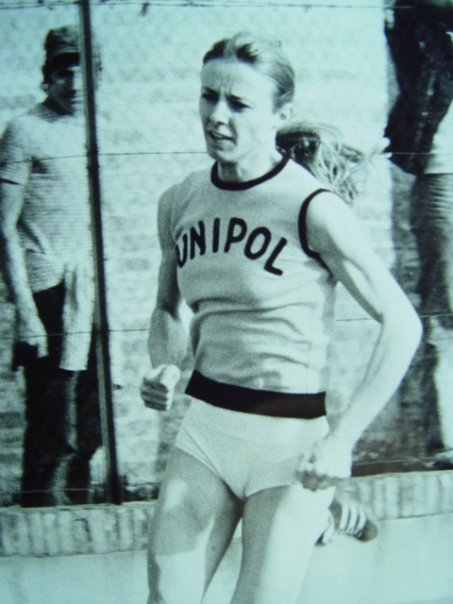
Donata Govoni

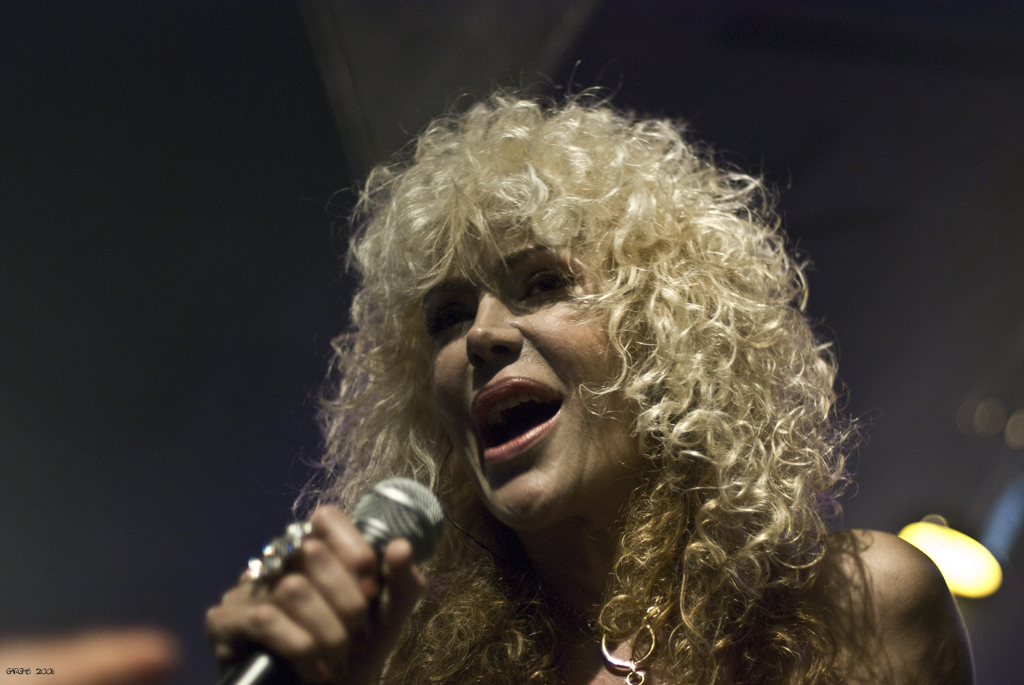
Donatella Rettore

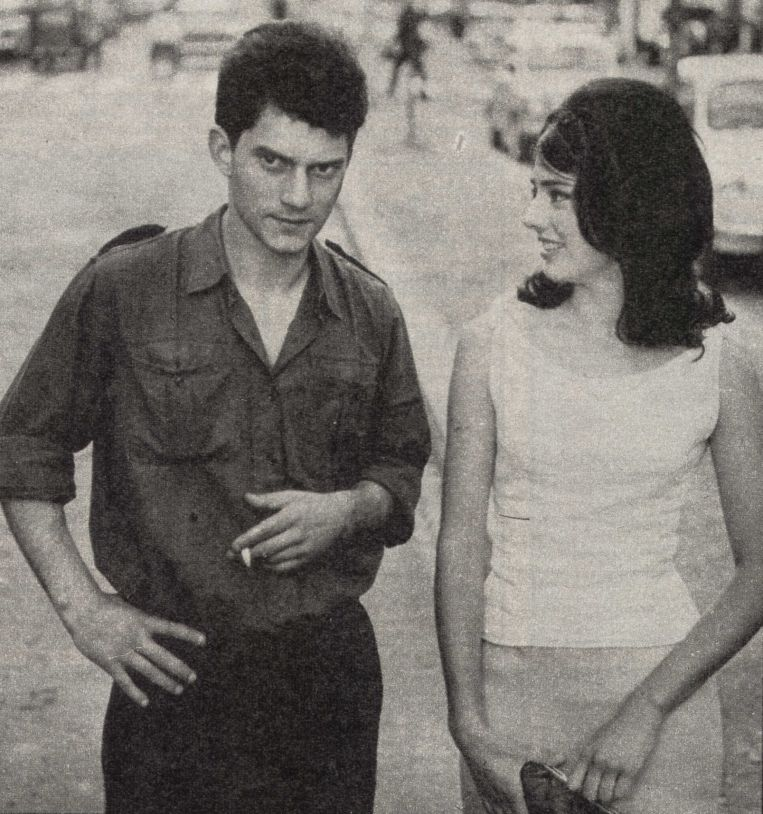
Donatella Turri

- Donata Feroldi, scrittrice e traduttrice italiana
- Donata Giachini, paroliera, giornalista e scrittrice italiana
- Donata Gottardi, politica italiana
- Donata Govoni, velocista e mezzofondista italiana
- Donata Pancaldi, calciatrice italiana
- Donata Rimšaitė, pentatleta lituana naturalizzata russa

### Variante Donatella
- Donatella Bardi, cantante e attrice italiana
- Donatella Bianchi, giornalista, scrittrice e conduttrice televisiva italiana
- Donatella Damiani, attrice italiana
- Donatella della Porta, sociologa italiana
- Donatella Finocchiaro, attrice italiana
- Donatella Moretti, cantante italiana
- Donatella Poretti, politica italiana
- Donatella Raffai,  conduttrice televisiva e giornalista italiana
- Donatella Rettore, cantante, paroliera e attrice italiana
- Donatella Turri, attrice italiana
- Donatella Versace, stilista italiana

## Il nome nelle arti
- Donatella è un personaggio dell'omonimo film del 1956, diretto da Mario Monicelli.
- Donata Genzi è un personaggio della commedia di Luigi Pirandello Trovarsi.
- Donatella è il titolo di un singolo di Donatella Rettore del 1981.
- Donatella è il titolo di un brano di Lady Gaga, contenuto all'interno dell'album ARTPOP del 2013
- Donatella Spruzzone è un personaggio del film del 2017 Omicidio all'italiana, diretto e interpretato da Maccio Capatonda.